# Которобай, Иван Захарьевич
Иван Захарьевич Которобай — советский хозяйственный и государственный деятель, лауреат Государственной премии СССР за выдающиеся достижения в труде.

## Биография
Родился в 1943 году на территории оккупированной Молдавской ССР. Член КПСС.
В 1967—1991 годах — ученик токаря, токарь Кишиневского тракторного завода, бригадир токарей производственного объединения «Кишиневский тракторный завод» Министерства тракторного и сельскохозяйственного машиностроения СССР.
Окончил задание одиннадцатой пятилетки за три года и 10 месяцев, первым на заводе освоил станки-полуавтоматы. Среднегодовые темпы роста производительности труда бригады Которобая в одиннадцатой пятилетке составляли 12 %.
За большой личный вклад в техническое перевооружение производства был в составе коллектива удостоен Государственной премии СССР за выдающиеся достижения в труде 1986 года.
Жил в Кишинёве.

## Награды
- Орден Октябрьской Революции
- Орден Трудового Красного Знамени